# Медведев, Дмитрий Николаевич
Дми́трий Никола́евич Медве́дев (10 [22] августа 1898, Бежица, Орловская губерния — 14 декабря 1954, Москва) — командир партизанского отряда, кадровый сотрудник НКВД СССР, полковник, писатель. Герой Советского Союза (1944).

## Биография

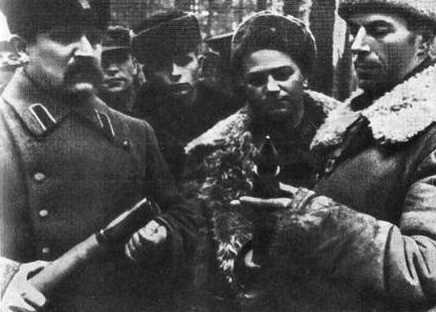
Д. Н. Медведев (справа), зам. по разведке А. А. Лукин показывают командиру партизанского соединения А. Ф. Фёдорову (слева) трофейный немецкий снаряд. 1943 год.

Дмитрий родился в семье рабочего-сталелитейщика Николая Федоровича Медведева и его жены — Ольги Карповны Медведевой (урожд. Губановой).  В семье было девять детей — четыре сына (Александр, Алексей, Дмитрий, Михаил) и пять дочерей.
Дмитрий окончил гимназию (чтобы помочь семье, во время учебы в гимназии давал частные уроки, а на летних каникулах подрабатывал на том же заводе, где трудился отец).
В 1914 году Дмитрий начал помогать старшему брату Александру, ставшему членом Брянского окружного комитета РСДРП, расклеивать листовки и прятать оружие. В конце 1917 Александра Медведева выбрали председателем Брянской губернской чрезвычайной комиссии. Дмитрий также был участником революционных событий 1917 года в Брянске, работал секретарём отдела в Брянском уездном Совете рабочих, крестьянских и солдатских депутатов.
Летом 1918 года вступил в ряды Красной Армии Воевал в 4-й Орловской стрелковой дивизии, участник обороны Петрограда от белых войск генерала Н. Н. Юденича. Член ВКП(б) с 1920 года.
С мая 1920 года — в органах ВЧК. Был уполномоченным Брянской уездной ЧК, Особого отдела Донецкой ЧК, начальником Старобельской и Шахтинской уездных ЧК, начальником Особого отдела Донецкого губотдела ГПУ. С октября 1922 года — уполномоченный Одесской ЧК, в 1925 году назначен начальником Секретного отдела Одесского ГПУ. Участник ликвидации многочисленных повстанческих отрядов и обычных уголовных банд. В 1921 году награждён золотыми часами, в 1927 и в 1929 годах награждался именным огнестрельным оружием. Находился на чекистской работе в Киеве, Днепропетровске, Херсоне, Бердичеве, Сталино, Новограде-Волынском, начальник городского отдела НКВД в Кировограде.
В 1936 году окончил курсы высшего начальствующего состава при Центральной школе НКВД СССР. С 3 июля 1936 года — капитан государственной безопасности.
С января по июль 1937 года — инспектор УНКВД Харьковской области УССР.
В 1937 году уволен из органов НКВД «за сокрытие связи с старшим братом, арестованным как враг народа» и исключён из партии. С июля 1937 года — в запасе.
В 1938 году после неоднократных письменных жалоб на имя Н. И. Ежова и И. В. Сталина вновь принят на работу в НКВД. С апреля 1938 года Медведев Д. Н. — зам. нач. 3 отдела ББК НКВД СССР, направлен в систему ГУЛАГа начальником отдела в Медвежьегорске на строительство Беломоро-Балтийского канала, затем в Норильлаг. С апреля 1939 года — начальник 3 отдела Норильского ИТЛ НКВД.
В мае 1939 года был отозван в распоряжение ГУЛАГ НКВД СССР, а в ноябре 1939 года Д. Н. Медведев в возрасте 41 года вторично уволен из органов НКВД. Жил в подмосковном посёлке Томилино.
В июне 1941 года вновь восстановлен в органах госбезопасности и направлен в Войска Особой группы при НКВД СССР (начальник Особой группы — П. А. Судоплатов, в дальнейшем — IV управление НКВД СССР). С 1941 возглавлял отряд специального назначения — с августа 1941 г. по январь 1942 г. возглавлял опергруппу «Митя». Отряд «Митя» (разведывательно-диверсионная резидентура № 4/70 войск Особой группы при НКВД СССР) под командованием Д. Н. Медведева стал первым подразделением из состава ОМСБОН (сформированной из Войск Особой группы при НКВД СССР), заброшенным в тыл немецких войск в начале сентября 1941 года. Отряд действовал до января 1942 года на территории Смоленской, Брянской, Могилёвской областей, провёл свыше 50 крупных операций. За время пребывания в тылу противника с сентября 1941 по январь 1942 года группе Д. Н. Медведева удалось организовать, укрепить и активизировать работу вооружённых групп в ряде районов Орловской и Брянской областей и Могилёвской области Белоруссии, создать здесь партизанские отряды. В брянских лесах была заложена основа для развёртывания так называемого партизанского края с центрами в городах Жиздра и Дятьково. Из 27 партизанских отрядов, действовавших в этом крае, 7 были созданы при активной помощи медведевцев. В боях Дмитрий Николаевич был дважды ранен и контужен. Спасён и вынесен с поля боя знаменитым советским боксёром Николаем Королёвым, воевавшим в отряде.
В апреле 1942 года утверждён сотрудником Высшей школы НКВД по спецдисциплинам.
С июня 1942 г. по февраль 1944 года командир партизанского отряда специального назначения «Победители», действовавшего на центральной и Западной Украине. В этом отряде действовали выдающиеся разведчики Н. И. Кузнецов, Н. В. Струтинский, Африка Де лас Эрас, врач (будущий писатель) А. В. Цессарский.
В июне 1942 года группа партизан во главе с Медведевым Д. Н. десантировалась на Житомирщине — в 300 км от мест дислокации отряда на территории Ровенской области. Под руководством Медведева была создана спецгруппа разведчиков, в которую вошли Александр Лукин и Владимир Фролов. Находясь в Сарненских лесах, отряд «Победители» по инициативе своего командира создал семейный лагерь, в котором из гетто спаслись 160 еврейских женщин, детей и стариков.
Действуя с июня 1942 года по март 1944 года на территории Ровенской и Львовской областей Украины, отряд Д. Н. Медведева провел свыше 120 крупных операций, уничтожил ряд высокопоставленных лиц оккупационного режима (11 генералов и высших государственных чиновников), до 2000 немецких солдат и до 6000 полицейских и украинских националистов. Взорван 81 эшелон с живой силой и техникой. За период своей деятельности отряд «Победители» создал 10 новых партизанских отрядов. Оперативная группа «Победители» повседневно проводила огромную разведывательную работу, все добытые ею данные по радио сообщались командованию. К маю 1943 г. разведывательной работой были охвачены Ровно, Здолбунов, Луцк, Ковель, Сарны, Ракитное, Костополь, Людвиполь, Березное и многие другие населённые пункты. С октября 1943 года разведка опергруппы охватила также Винницу, а в январе 1944 года — Львов.
Когда Советская Армия приступила к освобождению Украины, Д. Н. Медведев принял решение идти в направлении Львова и оказать помощь наступающим войскам. А в начале февраля 1944 года он получил приказ о выводе отряда в тыл Красной Армии и 5-го числа пересёк линию фронта.
Сам Медведев в боях был дважды ранен и один раз контужен. Находился на лечении в Москве, после выздоровления назначен заместителем начальника 4-го Управления НКВД.
За образцовое выполнение заданий командования в тылу противника Дмитрию Николаевичу Медведеву Указом Президиума Верховного Совета СССР от 5 ноября 1944 года присвоено звание Героя Советского Союза.
В 1945 году выезжал в длительную командировку в Литовскую ССР для организации борьбы с вооружёнными формированиями «Лесные братья».
С 1946 года в отставке в звании полковника. Занимался литературным трудом.
Дмитрий Николаевич Медведев скончался на 57-м году жизни 14 декабря 1954 года. Похоронен на Новодевичьем кладбище в Москве.

## Семья
В 1-м браке — сын Ким (род. в 1926). Участник Великой Отечественной войны.
2-й брак. Жена (с 1937 г.) — Татьяна Ильинична, урожд. Мачерет (1913–1997)
Сын — Виктор Дмитриевич Медведев (род. в 1947)

## Награды и звания
- Медаль «Золотая Звезда» Героя Советского Союза № 4513 (05.11.1944);
- четыре ордена Ленина (16.02.1942, 26.12.1943, 5.11.1944, 30.4.1946);
- орден Красного Знамени (21.2.1945);
- медаль «Партизану Отечественной войны» I степени;
- медаль «За победу над Германией в Великой Отечественной войне 1941—1945 гг.»;
- другие медали СССР.
- знак «Почётный работник ВЧК—ОГПУ (XV)» (декабрь 1932 года).
- Почётный гражданин города Новоград-Волынский[8]

## Память
- В 1970 году в СССР вышла почтовая марка, посвящённая Д. Н. Медведеву  (ЦФА [АО «Марка»] № 3873).
- В 1978 году издан художественный маркированный конверт, посвящённый герою.
- В 2018 году почтой Луганской Народной Республики к 100-летию ВЧК — КГБ — МГБ выпущена почтовая марка с портретом Д. Н. Медведева[9].
- В честь Д. Н. Медведева названа улица в Бежице (ныне Бежицкий район города Брянска), на которой родился и вырос герой. В начале улицы установлены бюст Д. Н. Медведева (1992) и мемориальная доска. Изначально бюст был установлен на Западной Украине, после распада СССР и усиления националистических проявлений, у бюста был отколот нос. После этого он был перевезён в Брянск, отреставрирован и установлен на улице Медведева.
- В Москве с 1956 по 1993 год — была улица Медведева (ныне Старопименовский переулок). На доме № 16, где жил Д. Н. Медведев, установлена мемориальная доска.
- В Москве, в микрорайоне Кожухово в честь Д. Н. Медведева в 2005 году была названа улица.
- В Донецке на доме № 55 по улице Челюскинцев, где Д. Н. Медведев проживал в 1930—1931 годах, установлена мемориальная доска. Также есть улица в городе, названная в его честь.
- В Одессе на доме № 4 по улице Бебеля (ныне вновь Еврейская), где Д. Н. Медведев проживал в 1925—1934 годах[10], установлена мемориальная доска.
- Имя Д. Н. Медведева присвоено Дворцу Культуры, открытому в 1976 году в Бежицком районе Брянска (Новый Городок)[11].
- Имя Д. Н. Медведева носит московская средняя школа № 463[12].

Надгробный памятник на Новодевичьем кладбище Москвы
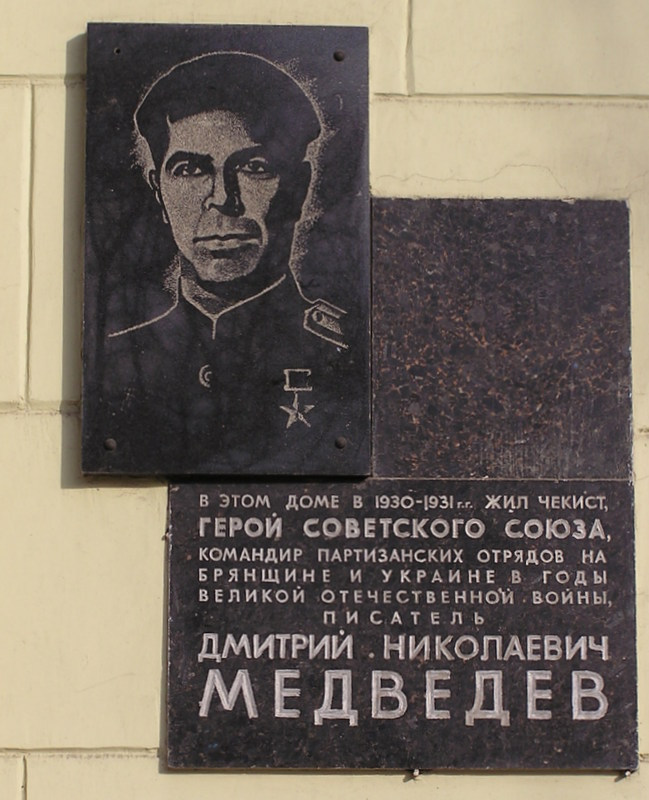
Мемориальная доска в Донецке, на доме 55 по улице Челюскинцев
Мемориальная доска в Москве, на доме 16 по Старопименовскому переулку
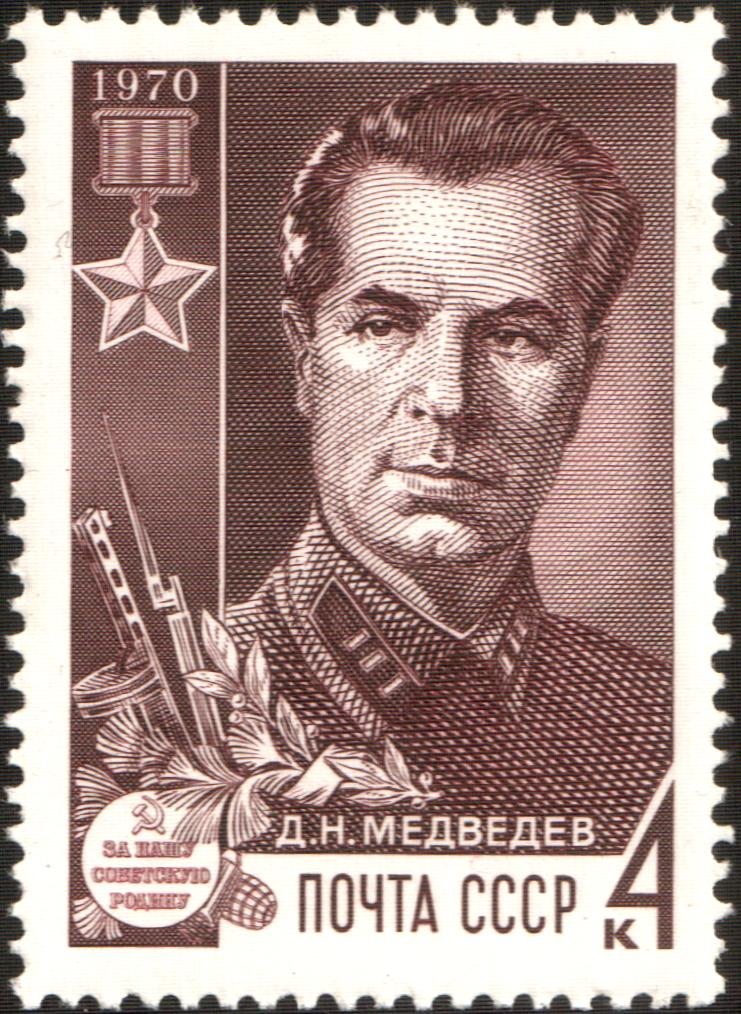
Почтовая марка СССР, 1970 год

## Киновоплощения
- Отряд специального назначения (фильм) — пятисерийный художественный фильм, снят в 1987 году по книге «Это было под Ровно»; в роли Медведева — Юрий Гребенщиков.
- Сильные духом — снят по одноимённой книге в 1967 году; в роли Медведева — Иван Переверзев.
- Сериал «По лезвию бритвы», снят в 2014 году; в роли Медведева — Александр Андриенко.